# Dyscia negrama
Dyscia negrama är en fjärilsart som beskrevs av Eugen Wehrli 1950. Dyscia negrama ingår i släktet Dyscia och familjen mätare. Inga underarter finns listade i Catalogue of Life.